# Долна Марикова
Долна Марикова (слч. Dolná Mariková) насељено је мјесто са административним статусом сеоске општине (слч. obec) у округу Повашка Бистрица, у Тренчинском крају, Словачка Република.

## Становништво
| Година:    | 1994. | 2004.   | 2014.   | 2024.   |
| ---------- | ----- | ------- | ------- | ------- |
| Број људи: | 1554  | 1460    | 1431    | 1406    |
| Разлика:   |       | -6,04 % | -1,98 % | -1,74 % |

| Година:    | 2023. | 2024.   |
| ---------- | ----- | ------- |
| Број људи: | 1424  | 1406    |
| Разлика:   |       | -1,26 % |

Према подацима о броју становника из 2024. године насеље је имало 1406 становника.